# Gaston Bogaert (Musiker)
Gaston Bogaert (* 31. Juli 1921 in Brüssel als Gaston  Edmond H. Bogaerts; † 9. November 2022 in La Garde-Freinet) war ein belgischer Jazz- und Unterhaltungsmusiker (Schlagzeug, Arrangement).

## Leben
Bogaerts, der als Schlagzeuger Autodidakt war, begann seine Musikerkarriere während seiner Schulzeit im Tanzorchester von Charlie Calmeyn. In den folgenden Jahren arbeitete er in Clubs in Brüssel, bevor er Anfang der 1940er-Jahre Mitglied in Jean Omers Orchester wurde. In dieser Zeit spielte er auch bei Yvon De Bie, Gus Clark und im Tanz-Orchester Meg Tevelian, mit dem 1941 Aufnahmen in Berlin entstanden. Nach Kriegsende arbeitete er bei Eddie De Latte und Jean Le Cam; außerdem gründete er mit Roger Rose das Quintette du Jazz Club de Belgiquue, mit dem er in den Nachtclubs Florida und La Malmaison auftrat. 1950 spielte er  mit Toots Thielemans; 1953 tourte er mit Buck Clayton und spielte unter eigenem Namen (Gaston Bogaert & His Continentals) mehrere Titel wie „Hey Mr Jack“ und „Frenesi“ für das Label Ronnex ein; seiner Band gehörten Charlie Lots (Trompete), Victor Ingeveldt (Tenorsaxophon),  Raymond Lombrette (Piano) und Henri Breyre (Gitarre, Kontrabass) an. Im Bereich des Jazz war er zwischen 1941 und 1953 an 24 Aufnahmesessions beteiligt. In späteren Jahren wandte er sich als Schlagzeuger, Bandleader (The Continentals) und Arrangeur der Unterhaltungsmusik zu. Mit der Studioformation Les Chakachas hatte er Hits in Belgien wie „Eso es el amor“ (1958) und in Deutschland wie „Twist-Twist“ (1960).

## Lexikalischer Eintrag
- Émile Henceval: Dictionnaire du jazz à Bruxelles et en Wallonie. Liège: Pierre Mardaga, 1991.